# Storfallet (Kågeälven)

Storfallet är ett sju meter högt vattenfall i Kågeälven norr om Sandfors, Skellefteå kommun, Västerbotten.